# Test du tourniquet

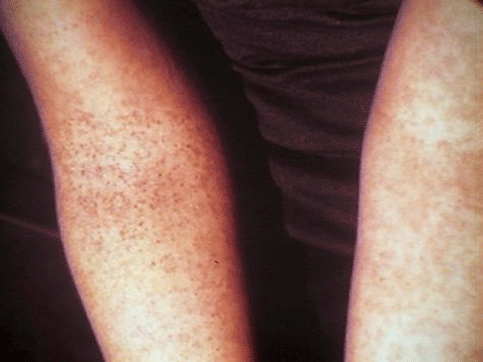
Un test du tourniquet positif sur un patient souffrant de dengue. Noter l'augmentation du nombre de pétéchies à l'emplacement du brassard du tensiomètre.

Le test du tourniquet (également connu sous le nom de test Rumpel-Leede de fragilité capillaire ou test du lacet ou simplement test de fragilité capillaire) est destiné à déterminer la fragilité capillaire. Il s'agit d'une méthode clinique de diagnostic pour déterminer la tendance hémorragique d'un patient. Il évalue la fragilité des parois des capillaires sanguins et est utilisé pour identifier la thrombocytopénie (numération plaquettaire réduite). 
Le test est défini par l'Organisation mondiale de la santé comme une des conditions nécessaires pour le diagnostic de la fièvre dengue. Un brassard de tensiomètre est appliqué et gonflé à un point situé entre les pressions artérielles systoliques et diastoliques pendant cinq minutes. Le test est positif s'il y a 10 ou plus pétéchies par pouce carré. En cas de dengue hémorragique, le test donne généralement un résultat définitif positif avec 20 pétéchies ou plus.
Ce test n'a pas une grande spécificité. Les femmes en état prémenstruel ou post-menstruel et ne prenant pas d'hormones, ainsi que les personnes ayant une peau endommagée par le soleil peuvent présenter de faux positifs puisque tous ont une plus grande fragilité capillaire.

## Fiabilité
Au moins une compagnie d'assurance, Aetna, a déterminé que le test Rumpel-Leede est obsolète ou peu fiable et l'a remplacé par des procédures plus avancées.
Le critère demeure un élément essentiel de l'évaluation d'un patient qui pourrait avoir la dengue hémorragique. 